# Pfeil (Adelsgeschlecht)

Stammwappen derer von Pfeil

Pfeil, auch Pfeil und Klein-Ellguth und Pfeil-Burghauß, ist der Name eines alten schlesischen Adelsgeschlechts.

## Geschichte
Die gesicherte Stammreihe des schlesischen Uradelsgeschlechts der Grafen von Pfeil und Klein-Ellguth beginnt mit Mutina († 1108) aus dem Stamme Rawicz, und seinem am Hofe Herzogs Mieszko des Alten dokumentierten Sohn Goworek († 1140). Des letzteren Enkel, Dirsko, war 1222 Palatin von Breslau und 1230–1241 Kastellan von Wartha. Sein Sohn Dirsko urkundet 1264 als comes Dirsco de Prerichym, wonach seine Deszendenz den Namen von Dirschdorf (von Dirsdorf) führt. Dirsko, urkundlich genannt in den Jahren 1222–1241, setzt Dirsdorf (heute: Przerzeczyn-Zdrój), den ältesten Stammsitz der Pfeils, zu Deutschem Recht aus. Als der Liegnitzer Herzog Heinrich V. 1293 durch seinen Vetter und Widersacher Herzog Heinrich von Glogau gefangengesetzt wurde, soll ein „Jeschke“ von Pfeil maßgeblich beteiligt gewesen sein. Die Nachfahren des Ritters Dirsko Sagittarius, urkundlich 1306–1311, Erbherr auf Dirsdorf und Klein Ellguth, nahmen den Namen Pfeil an, führten jedoch ebenfalls noch bis um 1600 den Namen Dirschdorf weiter.
Sigismund von Pfeil und Klein-Ellguth (1583–1635), Erbherr auf Klein Ellguth, war zum Ende des 16. Jahrhunderts Landesältester im Fürstentum Brieg. Er wird von Zeitgenossen als ein sehr gelehrter Cavalier geschildert und diese Beschreibung übertrug sich später auch auf seinen Sohn, Ludwig von Pfeil und Klein Ellguth († 1682), Landhofgerichtsassessor des Fürstentums Brieg, Erbherr auf Jordansmühl, Dankwitz, Gaumitz und Strachau.
Bis in die Gegenwart dienen zahlreiche, teilweise gut erhaltene Epitaphe als Zeugen der Geschichte der Familie. Sie befinden sich an den äußeren Mauern der ursprünglich aus dem 13. Jahrhundert stammenden Kirche des Ortes Dirsdorf, der jetzt zur Stadt- und Landgemeinde Niemcza (Nimptsch) gehört. Nirgendwo anders in Schlesien finden sich so viele sichtbare Hinweise auf die Geschichte der Familie, wie auch auf die historischen Verbindungen mit der inzwischen erloschenen Familie von Niemitz bzw. Nimptsch und weiteren schlesischen Adelsfamilien. Die im gotischen Stil erbaute, 1535 als Johanniskirche geweihte und bis 1946 evangelisch geführte Dirsdorfer Kirche stand bis 1945 unter dem Patronat der Familie; Friedrich Wilhelm Fabian Karl Graf von Pfeil und Klein-Ellguth (1888–1946), verheiratet mit Elisabeth Maria Cäcilie Isa von Tettenborn (1895–1981), war ihr letzter Patron. Ein bemaltes Pfeil’sches Familienwappen schmückt weiterhin gut sichtbar die Mitte der Empore dieser Kirche, auf der die Orgel aus der Rokokozeit über dem Eingangsportal steht.
Die 1862 von Friedrich Fabian Graf von Pfeil und Klein-Ellguth (1804–1884) erbaute Ober-Dirsdorfer Familiengruft der Grafen von Pfeil und Klein-Ellguth steht heute noch, allerdings leer. Sie ist am Rande des nun von polnischen Gräbern belegten Friedhofes gelegen und durch das im Eingangsbogen befindliche Familienwappen leicht zu erkennen. Unmittelbar daneben befindet sich die Nieder-Dirsdorfer Gruft. Die Bissing'sche Gruft, die das Pfeil’sche und Bissing’sche Wappen trägt, ist in sehr gutem Zustand erhalten. Sie steht mitten auf dem Friedhofsgelände, wo sie heute als Friedhofskapelle genutzt wird. Sie beherbergte einst die sterblichen Überreste der dritten Tochter des Friedrich Ludwig Karl Graf von Pfeil und Klein-Ellguth (1780–1857), Emma (1814–1883), und ihrem Ehemann Wilhelm Freiherr von Bissing, den sie 1833 geheiratet hatte. Das Paar übernahm später das nahe gelegene Klein-Ellguth, das erst etwa einhundert Jahre danach aus Bissing’scher Hand in die Familie zurückkehrte.

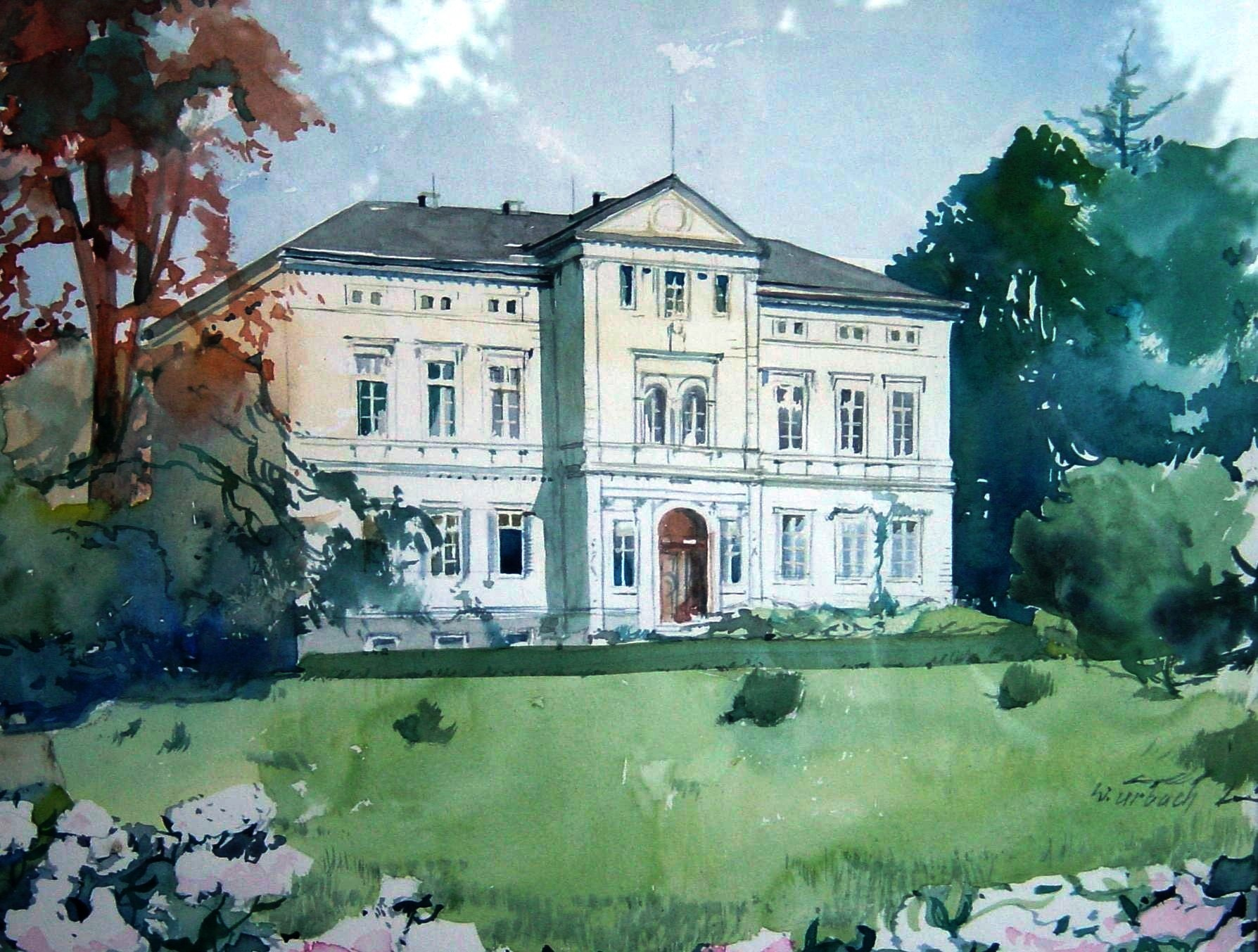
Aquarell von Schloss Ober-Dirsdorf

Das ebenfalls von Friedrich Fabian Graf von Pfeil und Klein-Ellguth erbaute und im Jahre 1860 fertiggestellte neue Ober-Dirsdorfer Schloss wurde in den 1950er Jahren durch einen Brand zerstört. Es stand im oberen Teil des Schlossparks, der nach Osten, bergab zur Lohe, geneigt war. Das alte Ober-Dirsdorfer Schloss befand sich vormals auf dem Gutshof. Ein Flügel des U-förmigen Gutsgebäudes blieb nach dem Abriss stehen und wurde Inspektorwohnung und Kanzlei, ein zweiter Flügel wurde Kornspeicher. Die nach 1945 noch bewirtschafteten Ober-Dirsdorfer Gutsgebäude wurden erst in den frühen 2000er Jahren nicht mehr für den landwirtschaftlichen Betrieb genutzt und seither ebenfalls vollständig abgetragen.
Nur der einst zum Schloss gehörende Park, mit der am Fuße des Schlossparkhügels durch das Bad fließenden Lohe, ist noch erkennbar. Die schwefelhaltigen Heilquellen des Dirsdorfer Bades waren 1821 bei der Suche nach Chrysopras entdeckt worden. Ein auf Dirsdorfer Boden gefundenes, besonders prächtiges Exemplar wurde von der Gräfin Pfeil dem König Wilhelm I. überreicht. Dieser Chryspras fand später einen Platz in der Preußenkrone.
Die nach dem Abriss des Nieder-Dirsdorfer Schlosses im Jahre 1906 erbaute Jugendstilvilla steht heute noch, unversehrt. Die ehemaligen Nieder-Dirsdorfer Gutsgebäude, zwischen der Villa und dem Friedhof gelegen, waren im Jahre 2014 noch vorhanden, aber nicht mehr bewirtschaftet.

### Gräfliche Pfeils
Die beiden Halbbrüder, Söhne aus erster und zweiter Ehe des Carl Friedrich I. von Pfeil und Klein-Ellguth (1695–1767), Carl Friedrich II. von Pfeil und Klein-Ellguth (1735–1807), auf Kleutsch sowie Baumgarten, Blumerode, Dittmannsdorf, Groß Wilkau, Haunold, Jexau, Neudeck, Quanzendorf und Vogelgesang, königlich preußischer Landrat des Kreises Nimptsch und Friedrich Ludwig von Pfeil und Klein-Ellguth (1741–1821), Landesältester und Landesdirektor, auf Ober- und Nieder-Dirsdorf sowie Dremling, Groß-Peterwitz, Jakobine, Klein-Ellguth, Kuhnsdorf, Mittel-Peilau, Olbersdorf, Riegersdorf, Schlause, Tadelwitz und Tomnitz, wurden am 15. Oktober 1786 in Berlin anlässlich der Huldigung von König Friedrich Wilhelm II. in den preußischen Grafenstand erhoben, mit allen Kindern und deren Nachfahren.
Im 18. Jahrhundert war die Familie, insbesondere durch Carl-Friedrich I. von Pfeil und Klein-Ellguth und seine Söhne, die Halbbrüder Karl Friedrich II. und Friedrich Ludwig, unterstützt von ihren Ehefrauen und Nachkommen, sehr eng mit der pietistischen Bewegung der Herrnhuter Brüdergemeine verbunden. So war beispielsweise Carl-Friedrich I. im Jahre 1743, zusammen mit seiner zweiten Gemahlin, Eva Maria, geb. von Schweinitz (1709–1769) unter den Mitbegründern der Brüdergemeine in Gnadenfrei, nahe Dirsdorf. Nach einem späteren Großbrand an diesem Ort übernahmen die Halbbrüder Karl Friedrich II. und Friedrich Ludwig gemeinsam die Kosten für den Wiederaufbau des Brüder- und Schwesternhauses.

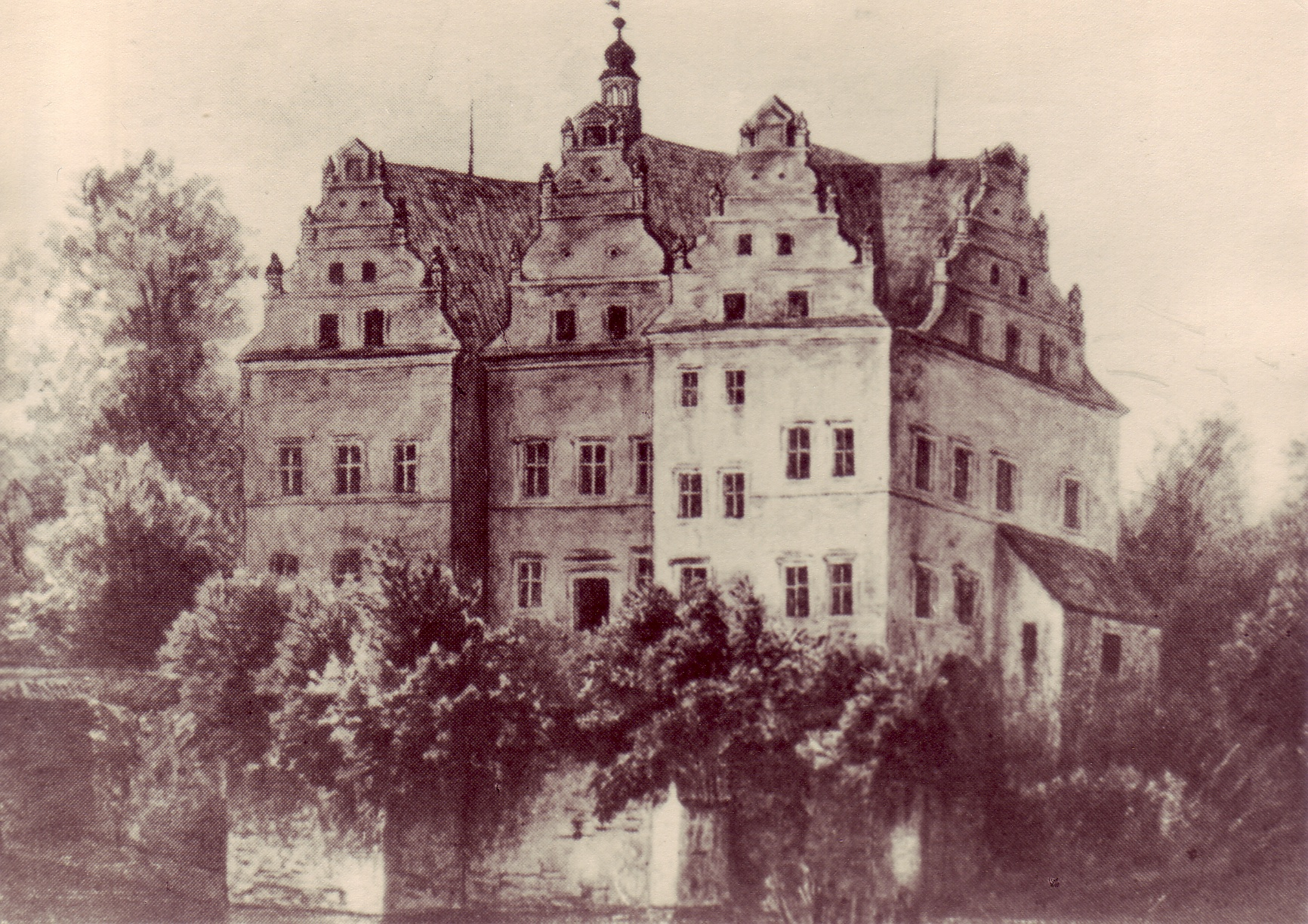
Schloss Groß Wilkau

Hinweis: Alle Deszendenten der Familie sind auf die 1786 in den Grafenstand erhobenen Söhne des Carl Friedrich I. von Pfeil und Klein-Ellguth zurückzuführen. In erster Ehe war dieser mit Juliane Sophie von Tschirschky und Bögendorff (1701–1739) verheiratet, in zweiter Ehe mit Eva Maria von Schweinitz (1709–1769). Der ersten Ehe entstammt Carl Friedrich II., der mit seiner Ehefrau Anna Eleonore Charlotte Friederike von Posadowsky Freiin von Postelwitz zehn Kinder hatte, von denen zwei bereits sehr jung starben. Dessen Söhne sind Karl-Friedrich III. (1762–1813) und Friedrich Ludwig Sigismund (1769–1844). Die direkte Stammlinie des Karl-Friedrich III. ist mit ihrem letzten männlichen Namensträger, Friedrich Günther Hugo Ewald (1929–2015), aus dem Hause Kreisewitz, erloschen. Fast alle heutigen Nachfahren (Ausnahme sind die zuletzt in Friedersdorf ansässigen Pfeils) entstammen der Linie des Friedrich Ludwig Sigismund, dem zweiten Sohn, der auch als das „rosa Männchen“ auf dem 1771–1772 im Auftrag von Carl Friedrich II. auf Schloss Groß Wilkau von Christian Ludwig Kriegelstein (1736–1779) gemalten Familienbild der Grafen von Pfeil und Klein-Ellguth bekannt ist. Der zweiten Ehe des Carl Friedrich I. entstammt Friedrich Ludwig, der gemeinsam mit seinem Halbbruder, Carl Friedrich II., in den Grafenstand erhoben wurde. Nur noch drei der heute lebenden männlichen Grafen von Pfeil und Klein-Ellguth entstammen dieser Line.

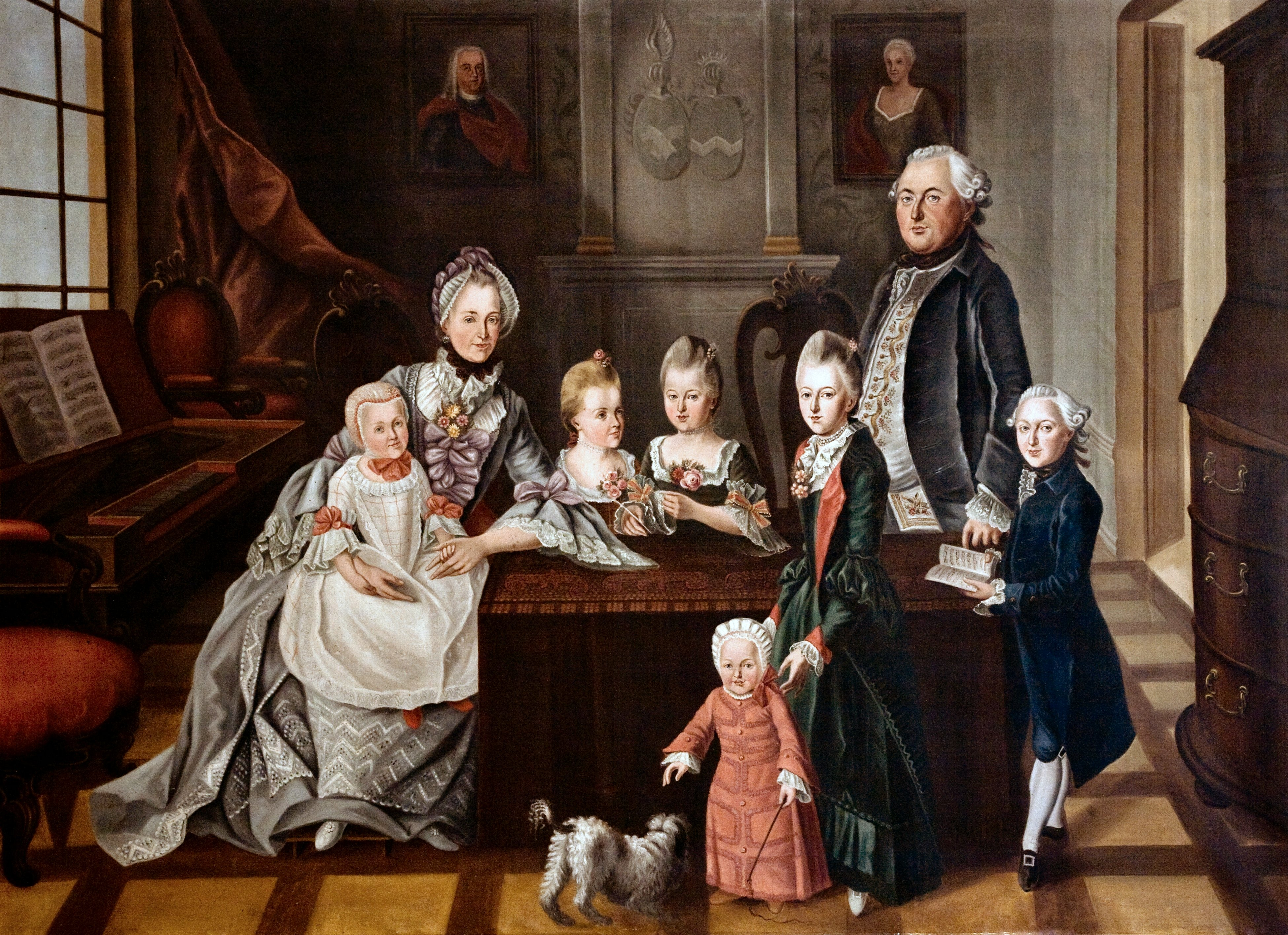
Familienbild der Grafen von Pfeil u. Klein-Ellguth, gemalt 1771–72

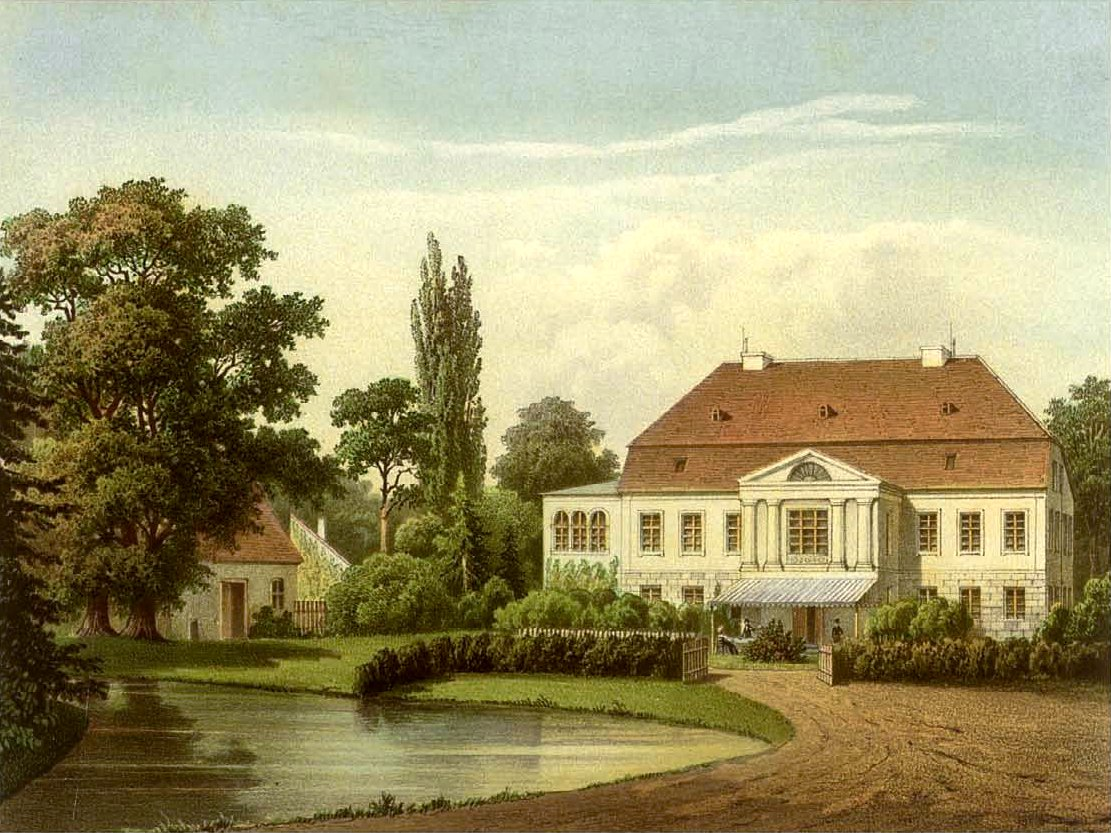
Rittergut Wildschütz um 1861/62, Sammlung Alexander Duncker

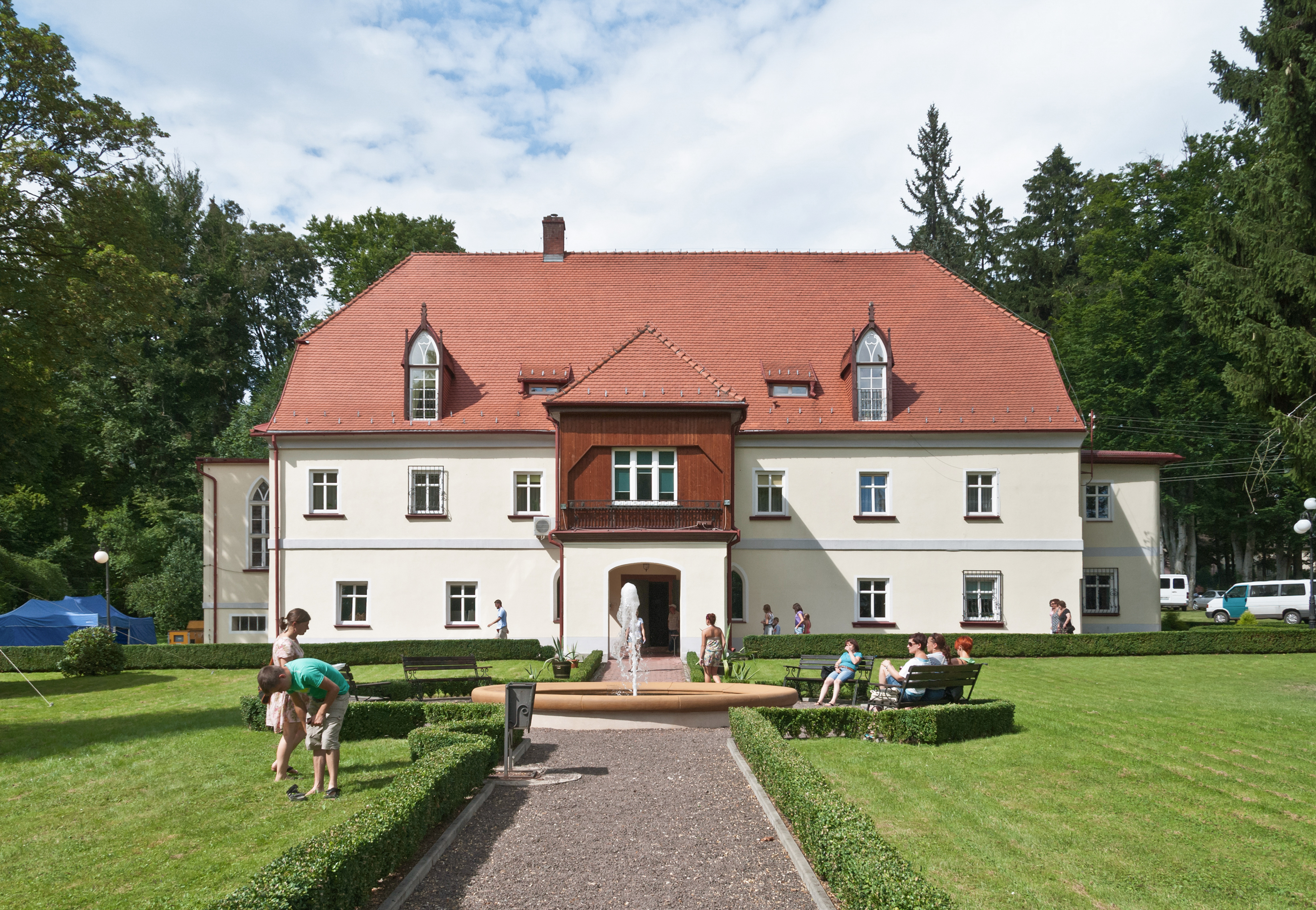
Schloss in Jugów (deutsch Hausdorf) Wojewodschaft Niederschlesien

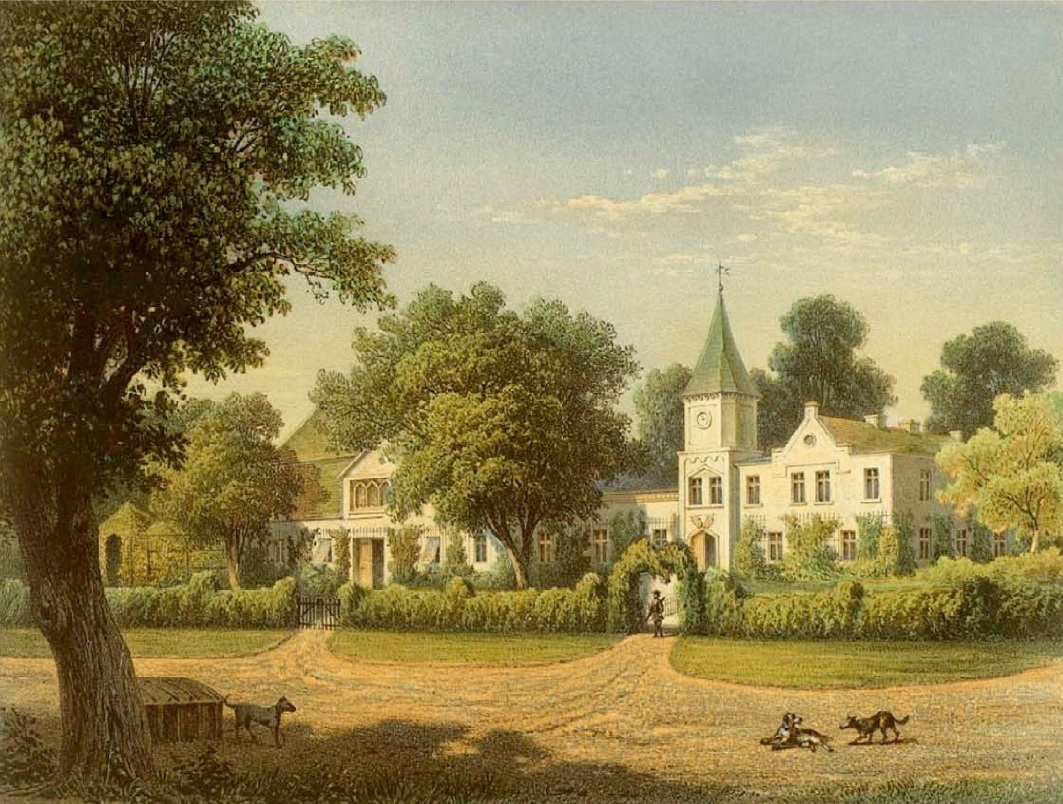
Rittergut Pleischwitz, Sammlung Alexander Duncker

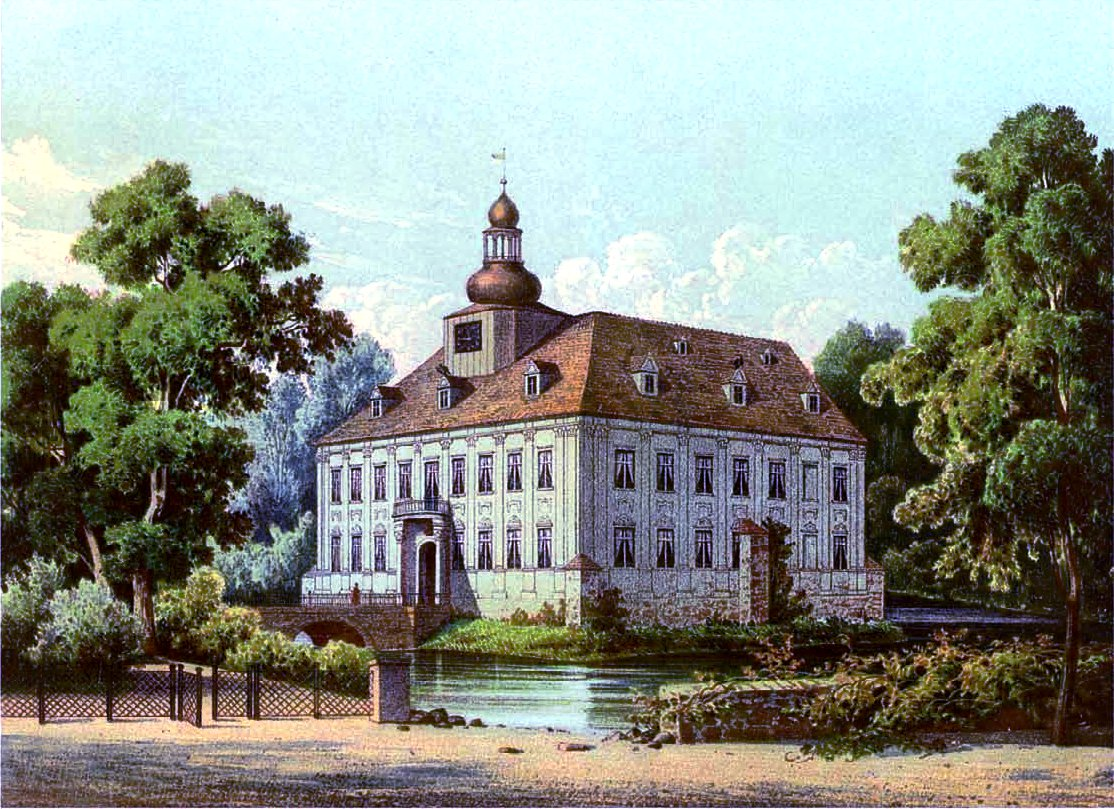
Schloss Laasan, Sammlung Duncker, 2. Hälfte des 19. Jahrhunderts

Die preußische Namens- und Wappenvereinigung mit dem der Grafen von Burghauß als Graf von Pfeil-Burghauß, nach dem Erbprinzip der Primogenitur und geknüpft an den Besitz des 1885 von Graf Friedrich von Burghauß (1796–1885) ererbten Fideikommiss Laasan im Kreis Striegau und Schweidnitz, erfolgte durch außerordentliche Kabinettsorder in Potsdam am 30. August mit Diplom vom 19. November 1889 für Graf Friedrich Ludwig von Pfeil und Klein-Ellguth (1803–1896). Die Grafen von Pfeil-Burghauß besaßen einen erblichen Sitz im preußischen Herrenhaus. Der Name Graf von Pfeil-Burghauß war an den Besitz Laasan gebunden. Der letzte Namensträger der Grafen von Pfeil-Burghauß war Friedrich-Niclas (1894–1969).
Am 1. Oktober 1718 beschließen die drei Brüder Joachim Friedrich von Pfeil und Klein-Ellguth auf Vogelsang, Carl Friedrich von Pfeil und Klein-Ellguth auf Dirsdorf, und Julius Friedrich von Pfeil und Klein-Ellguth auf Vogelsang (Vogelgesang) das pactum familiae, welches besagt, dass alle männlichen Nachkommen, so wie sie selbst zum Zeichen des Zusammenhaltes unter den Vettern, den Namen Friedrich tragen sollen. Dieses „Familiengesetz“ wird bis heute gepflegt und von Generation zu Generation weitergegeben.
Der am 16. Mai 1860 in Breslau gegründete Familienverband, dessen erster Vorsitzender Gustav Adam Friedrich Graf von Pfeil und Klein-Ellguth (1795–1873; auf Johnsdorf bei Brieg) war, zählt heute etwa 100 Mitglieder (männlich, weiblich) und hält alljährlich einen Familientag an wechselnden Orten ab, wiederholt auch in Schlesien, wo das 900-jährige nachweisliche Bestehen der Familie im Mai 2008 anlässlich des 128. Familientages festlich begangen wurde. Ebenso alljährlich erstellt der Verband das Familiennachrichtenblatt, erstmals 1928, das über traditionelle wie historische Themen, die Familienforschung und Aktuelles aus der Familie berichtet. Mitglieder im Familienverband der Grafen von Pfeil und Klein-Ellguth werden volljährige Namensträger und Namensträgerinnen, die der gräflichen Familie durch Namensführung in der männlichen Stammlinie angehören und somit den Maßgaben des historischen Adels sowie der Satzung des Familienverbandes entsprechen. Seit 2005 ist Friedrich-Wilhelm Heinrich Fabian Maximilian Graf von Pfeil und Klein-Ellguth (* 1952) Vorsitzender des Familienverbandes.

### Freiherrliche Pfeils
Eine verwandtschaftliche Verbindung mit der Familie der Grafen von Pfeil und Klein-Ellguth ist nicht gesichert.
Der königlich preußische Wirkliche Geheime Rat Joachim Friedrich von Pfeil erhielt am 23. Mai 1736 in Luxemburg eine Reichsadels- und Wappenbestätigung. Sein Neffe, der königlich preußische Gesandte beim Schwäbischen und Fränkischen Kreis, Christoph Carl Ludwig von Pfeil, wurde am 4. Februar 1767 in Wien mit dem Prädikat Wohlgeboren in den Reichsfreiherrenstand gehoben.
Des letztgenannten Vetter Paul Eberhard von Pfeil, Erbherr auf Rohrbach bei Hirschberg und königlich preußischer Major im Husarenregiment v. Werner erhielt am 16. Juli 1767 durch außerordentliche Kabinettsorder die preußische Adelsanerkennung sowie am 1. Oktober 1767 den preußischen Freiherrenstand. Aus seiner Ehe mit Gräfin Christiane Friederike Charlotte Gräfin von Sandretzky (* 1737), ist nur ein Sohn, Freiherr Paul Eberhard von Pfeil, königlich preußischer Kammerherr und Major a. D., hervorgegangen, mit dessen Tod 1835 in Breslau ist die freiherrliche Linie erloschen.

### Briefadelige Pfeils
Der preußische Major in der 7. Artillerie-Brigade, Johann Carl Heinrich Pfeil wurde am 21. März 1822 mit dem Prädikat von Pfeil unter Beigabe eines den uradligen von Pfeil angelehnten Wappen, in den preußischen Adelsstand (Briefadel) nobilitiert. Eine verwandtschaftliche Verbindung mit der Familie der Grafen von Pfeil und Klein-Ellguth ist nicht bekannt.

## Besitz

Wappen der Grafen von Pfeil und Klein-Ellguth (1786)

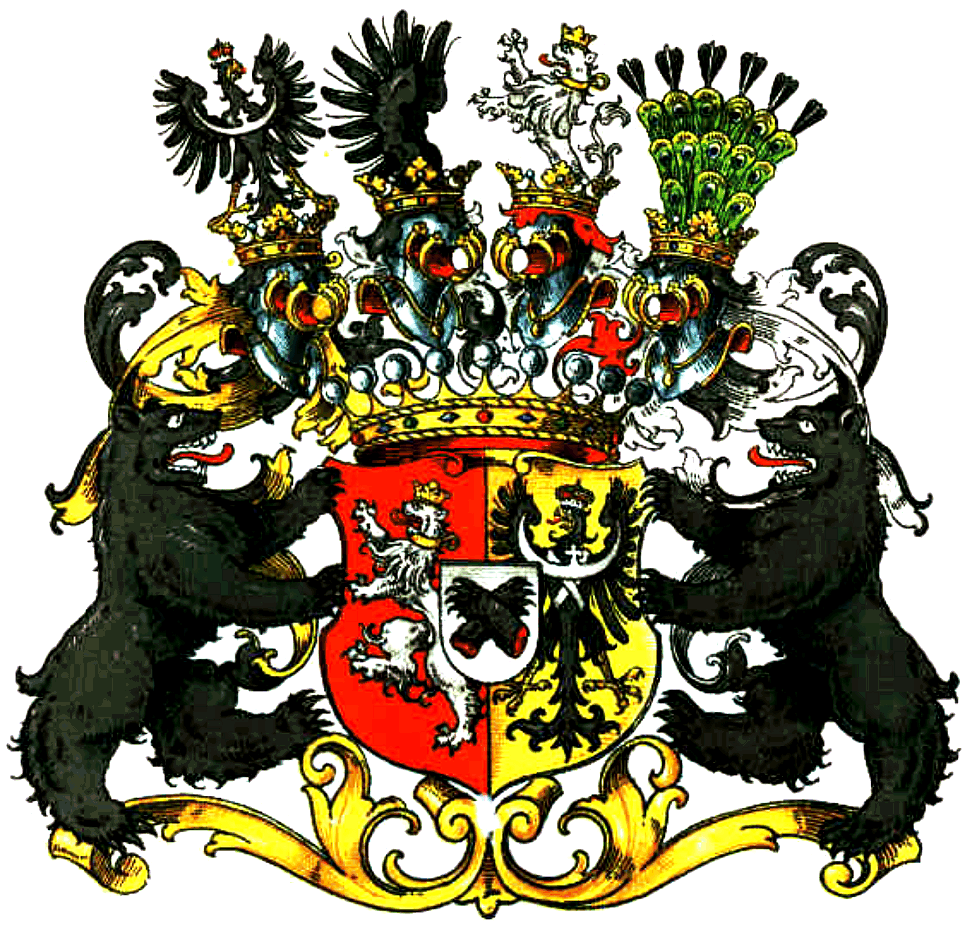
Wappen der Grafen von Pfeil-Burghauß (1889)

Zum historischen Güterbesitz der Geschlechter gibt Ledebur einen Überblick (zugeordnet und ergänzt nach gesichertem Kenntnisstand der Familienforschung der Grafen von Pfeil und Klein-Ellguth):
- In Schlesien (den Grafen von Pfeil zugehörig) mit * gekennzeichnete Besitze waren bis 1945 im Eigentum der Familie: Baumgarten, Dankwitz, * Deutsch-Kessel. Dittmannsdorf, Dremling, * Friedersdorf, Gaumitz, Groß Wilkau, Habendorf, Haunold, * Hausdorf. Jacobine, Jexau, Johnsdorf, Jordansmühl, Klein-Ellguth, Kleutsch, * Kreisewitz, Kursangwitz, * Laasan, mit * Peterwitz und * Friedrichsrodung, * Modelsdorf, Neudeck, * Nieder-Adelsdorf, Niklasdorf, * Nieder-Dirsdorf, * Ober-Dirsdorf, Olbersdorf, Mittel-Peilau, Ober-Peilau, Petschkendorf, Pleischwitz, * Profen. Quanzendorf, Raatz, Riegersdorf, Schlause, Schönheide, Strachau, Tadelwitz, Tomnitz, Tscheschdorf, Vogelsang (Vogelgesang), * Wildschütz, mit Vorwerk * Louisenthal
- In Schlesien (den Grafen von Pfeil nicht zugehörig): Leuthen, Reichardt, Rohrlach, Schimmeley.
- In Brandenburg (vermutlich den Grafen von Pfeil und Klein-Ellguth nicht zugehörig): Lossow.
- In Hannover (vermutlich den Grafen von Pfeil und Klein-Ellguth nicht zugehörig): Huddestorff und Raddestorff.
- In Südtirol ist das Weingut Ansitz Kränzl gegenwärtig im Besitz von Franz Graf von Pfeil und Klein-Ellguth.

## Wappen
Das Stammwappen zeigt in Silber zwei aufwärts geschränkte, mit den Klauen auswärtsgekehrte, natürliche Bärentatzen. Auf dem Helm mit schwarz–silbernen Decken ein schwarzer halber Flug.
Die detaillierte Festlegung des Wappens der Grafen von Pfeil und Klein-Ellguth erfolgte 1786 bei der Erhebung in den Grafenstand. Danach ist das Wappen in abgewandelter Form noch anderen, mit den Grafen von Pfeil und Klein-Ellguth nach heutigem Stand der Familienforschung nicht verwandten Pfeils, verliehen worden. Vermutlich ist dies die Folge einer gewissen „Großzügigkeit“ der Herrscherhäuser bei der Vergabe der Wappenmotive. Es weist aber auf die Bedeutung der Gräflichen Familie zu dieser Zeit hin.
Das Gräfliche Wappen von 1786 zeigt den Schild des Stammwappens, jedoch mit drei Helmen mit schwarz-silbernen Decken. Auf dem rechten ein mit silbernem Kleemond belegter königlich gekrönter schwarzer Adler, der mittlere Helm entspricht dem Helm des Stammwappens und auf dem linken Helm ein natürlicher Pfauenwedel vor sechs eisernen Pfeilen, deren silberne Flitsche sichtbar sind. Als Schildhalter zwei sitzende einwärts gekehrt sehende natürliche Bären.
Das Wappen der briefadligen von Pfeil von 1822 zeigt in Gold zwei aufwärts geschränkte, mit den Klauen auswärts gekehrte natürliche Bärentatzen. Auf dem Helm mit schwarz-goldenen Decken einen schwarzen Flügel.
Das Gräfliche Wappen von 1889 zeigt im gespaltenen Schild (Grafen Burghauß) belegt mit dem Stammwappen als Herzschild, rechts in Rot einwärts gekehrt einen goldgekrönten silbernen Löwen mit goldenem Halsband, links in Gold ein goldbewehrter herzoglich gekrönter schwarzer Adler mit einem steigenden, in der Mitte von einem silbernen Andreaskreuz überdeckten silbernen Halbmond auf der Brust. Vier Helme: Rechts mit schwarz-goldenen Decken der Adler mit dem Halbmond; 2. der Helm des Stammwappens; 3. mit rot-silbernen Decken der Löwe wachsend (Grafen Burghauß); links mit schwarz-silbernen Decken der Pfauenwedel wie 1786.

## Bekannte Familienmitglieder
- Adam Friedrich von Pfeil (1719–1794), preußischer Kammerdirektor und Landrat
- Albrecht von Pfeil und Klein-Ellguth (1860–1942), deutscher Generalleutnant
- Alexander von Pfeil (* 1970), deutscher Musiktheater-Regisseur
- Bernhard von Pfeil und Klein-Ellguth (1829–1910), preußischer Generalmajor
- Carl Friedrich von Pfeil und Klein-Ellguth (1735–1807), preußischer Landrat
- Christoph Karl Ludwig von Pfeil (1712–1784), Jurist, Diplomat, preußischer Staatsminister, evangelischer Liederdichter und Schriftsteller.
- Eberhard Friedrich von Pfeil und Klein-Ellguth (1839–1901), preußischer Landschaftsdirektor, 1883 Mitglied des Preußischen Herrenhauses, Landrat a. D. Kreis Neurode
- Ewald von Pfeil (1824–1889), Fideikommissherr auf Kreisewitz im Kreise Brieg, und Politiker
- Franz Friedrich von Pfeil und Klein-Ellguth (1855–1937), deutscher General der Artillerie
- Eduard von Pfeil-Burghauß (1833–1905), Majoratsherr auf Laasan, 1896–1905 erbliches Mitglied des Preußischen Herrenhauses
- Friedrich Fabian von Pfeil und Klein-Ellguth (1804–1884), erbaute 1860 das neue Ober-Dirsdorfer Schloss und 1862 die Familiengruft; Ehrenritter des Johanniterordens, Stifter der Fideikommisse Wildschütz und Ober-Dirsdorf, Mitglied des Preußischen Herrenhauses
- Friedrich Ludwig von Pfeil-Burghauß (1803–1896), Majoratsherr auf Laasan und Hausdorf, 1885/96 erbliches Mitglied des Preußischen Herrenhauses, 1873/95 Vorsitzender des Familienverbandes
- Friedrich Richard von Pfeil-Burghauß (1869–1938), Majoratsherr auf Laasan, 1905/18 erbliches Mitglied des Preußischen Herrenhauses
- Friedrich Wilhelm von Pfeil und Klein-Ellguth (1855–1938), deutscher Generalmajor
- Friedrich Woldemar von Pfeil und Klein-Ellguth (1815–1878), Abgeordneter im Preußischen Abgeordnetenhaus
- Joachim von Pfeil und Klein-Ellguth (1857–1924), deutscher Afrikaforscher
- Julius Friedrich von Pfeil (1698–1772), preußischer Landrat im Kreis Frankenstein i. Schles.
- Mathilde Gräfin von der Recke-Volmerstein, geb. Gräfin von Pfeil und Klein-Ellguth (1801–1867), Pionierin der frühen deutschen Erweckungsdiakonie
- Richard von Pfeil und Klein-Ellguth (1846–1912), deutscher Generalmajor, Familien-Chronist, Autor[3][4]
- Traugott von Pfeil und Klein-Ellguth (1860–1920), sächsischer Generalmajor, Führer der Brigade „Graf von Pfeil“
- Valerian von Pfeil und Klein-Ellguth (1819–1892), Landrat im Kreis Neurode und kommissarischer Polizeidirektor in Göttingen
- Wilhelm Friedrich Adalbert Bogislav von Pfeil und Klein-Ellguth (1849–1910), Fideikommissherr auf Wildschütz, Abgeordneter im Preußischen Abgeordnetenhaus